# Josip Linardić
Josip Linardić (Martinšćica, 30. travnja 1914. - Zagreb, 7. listopada 1941.), hrvatski biolog.
Rodom iz Martinšćice na otoku Cresu, na školovanje je otišao u Zagreb, gdje je radio kao asistent u Botaničkom zavodu Prirodoslovnog fakulteta, te mu je, posmrtno, tiskana neobranjena doktorska disertacija o jadranskom bračiću (fukusu).
Po opredijeljenju komunista, uhvatili su ga i strijeljali ustaše u listopadu 1941. godine. Na rivi u Martinšćici podignut mu je spomenik.